# 藝術電影
藝術電影（英語：art film），又称藝術片，是指著重藝術品質、而非盈利的電影。大多為獨立電影，也偶有大製片廠製作。藝術電影旨在成為藝術品，非為取悅普羅大眾而創作。
藝術電影具有與主流好萊塢大片明顯不同的形式特質。例如：著重社會寫實（social realism）風格，著重呈現導演創作視野的作者論（auteur theory），注視主角的思緒、夢想或動機，而非明白曉暢地鋪陳故事。

## 文藝片
文藝片，或稱文藝電影，可谓華語電影独有的概念。「文藝」一词源自日本，用以指代 “文學与艺术”。文艺勾连电影，据考证可追溯至1924年徐卓呆《影戏学》將文艺片阐释為“把文艺做成影戏化的作品”，其中文艺指文学作品等其他文艺作品。
一般有關華語電影的研究常將「文藝」等同「通俗剧」（melodrama）；李焯桃、羅卡、葉月瑜均作區分。文藝被定義有主題、發乎情、有渲染力。蔡國榮界定，電影若題旨深遠，能激發觀眾情感共鳴，即是文藝片。虞吉認為，文艺片介乎商业类型电影和艺术电影之间，泛指制片态度严肃，主题意旨积极，叙事遵从大众化形式，仍具有一定的个性特色和风格特征的一类電影。相較於藝術片，文艺片更加注重情感表达、角色塑造和故事情节，叙事方式相对传统，创新探索不足。